# Сан Бартоломео (Фрозиноне)
Сан Бартоломео је насеље у Италији у округу Фрозиноне, региону Лацио.
Према процени из 2011. у насељу је живело 3534 становника. Насеље се налази на надморској висини од 55 м.